# Hungarikum (jog)

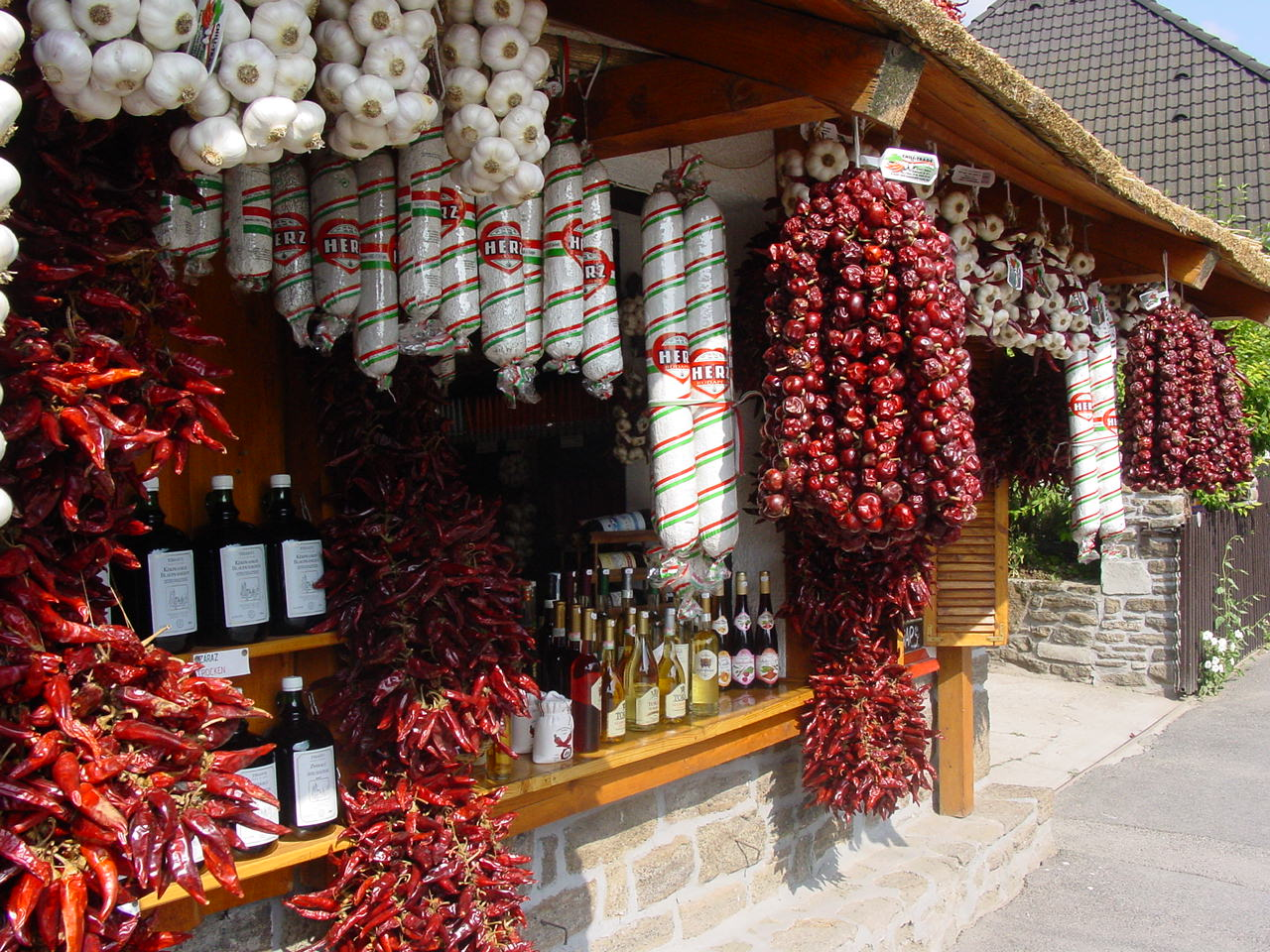
Hungarikumok a tihanyi vásárlóutcában

Kalocsai népművészet: írás, hímzés, pingálás

A hungarikum gyűjtőfogalom, amely olyan megkülönböztetésre, kiemelésre méltó értéket jelöl, amely a magyarságra jellemző tulajdonságával, egyediségével, különlegességével és minőségével a magyarság csúcsteljesítménye. A hungarikumtörvény rögzíti és szabályozza, hogy mi is számít hungarikumnak.
Megkülönböztetésre, kiemelésre méltó érték, amely a magyarságra jellemző tulajdonságával, egyediségével, különlegességével, minőségével a magyarság csúcsteljesítménye, amelyet külföldön és belföldön egyaránt a magyarság eredményeként, kiemelt értékként tartanak számon, védett természeti érték, kiváló nemzeti termék, amit a Hungarikum Bizottság hungarikummá minősít, és ami a törvény erejénél fogva hungarikum.

## Története
A 2000-es évek elején egyedülálló kezdeményezés bontakozott ki Magyarországon, amelynek célja volt, hogy a nemzeti értékeket összegyűjtse és értéktárakba rendezze. A mozgalom legfőbb célja az értékek megfelelő védelme és nyilvántartása, valamint a következő nemzedék számára történő megőrzése volt. Ezen kiemelt törekvés hatására született meg végül a magyar nemzeti értékekről és a hungarikumokról szóló 2012. évi XXX. törvény, amelyet az Országgyűlés  2012. április 2-án fogadott el.
A törvény rendelkezéseinek végrehajtására született meg a 114/2013. (IV.16.) Korm. rendelet. E kormányrendeletet hatályon kívül helyezte és helyébe lépett a 324/2020. (VII. 1.) Korm. rendelet a magyar nemzeti értékek és hungarikumok értéktárba való felvételéről és az értéktár bizottságok munkájának szabályozásáról. 

## A hungarikummá nyilvánítás
A hungarikummá nyilvánítás többlépcsős, piramisszerű, alulról felfelé építkező folyamat. Az adott értéket először a területileg hozzá köthető települési vagy tájegységi értéktárba kell felvetetni, amelyek kezelője jellemzően a helyi önkormányzat. Az értékfelvételt bárki kezdeményezheti. Ezt követi – ha a felvett érték megyei jelentőségű – felterjesztése a megyei értéktárba, de kivételes esetekben – például helyi értéktár híján – rögtön ide is történhet a beterjesztés. Amennyiben az adott érték nem köthető konkrét helységhez, sokkal inkább egy ágazathoz, a javaslat a minisztériumok által kezelt ágazati értéktárakba nyújtható be. A helyi (települési, tájegységi és/vagy megyei) vagy ágazati értéktárba történő felvételt követően hivatalosan is úgynevezett nemzeti értékké válik az adott tétel. A már felvett nemzeti értéket ezután – amennyiben országos jelentőségű – kiemelkedő nemzeti értékké lehet nyilváníttatni. A Magyar Értéktárba történő felvételhez a Hungarikum Bizottsághoz kell javaslatot benyújtani.
Nemzeti érték: a magyarság és a magyarországi államalkotó nemzetiségek tevékenységéhez, termelési kultúrájához, tudásához, hagyományaihoz, a magyar tájhoz és élővilághoz kapcsolódó, nemzetünk történelme, valamint a közelmúlt során felhalmozott és megőrzött minden szellemi és anyagi, természeti, közösségi érték vagy termék, illetve a tájhoz és élővilághoz kapcsolódó materiális vagy immateriális javakat magába foglaló tájérték, amely tanúskodik egy emberi közösség és az adott terület történelmi kapcsolatáról. 

## A Hungarikumok Gyűjteménye
A felsorolás zárójeles részében annak az értéktárnak a neve szerepel (települési, tájegységi, ágazati), amelybe a nemzeti érték legelőször felvételt nyert, valamint az a dátum, amikor a Hungarikumok Gyűjteményébe is érdemesnek találták felvenni.

### Agrár- és élelmiszergazdaság

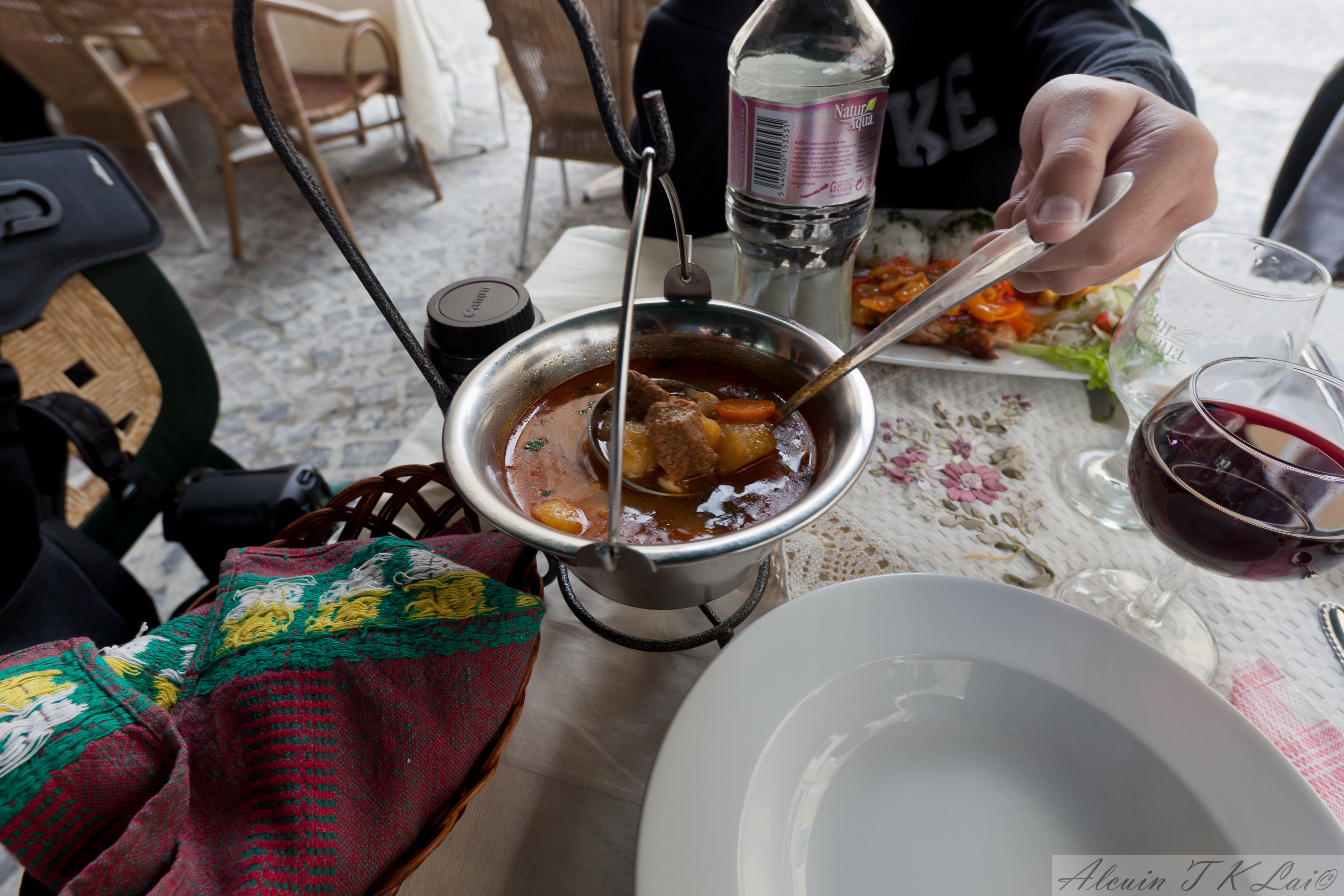
A magyar gulyásleves

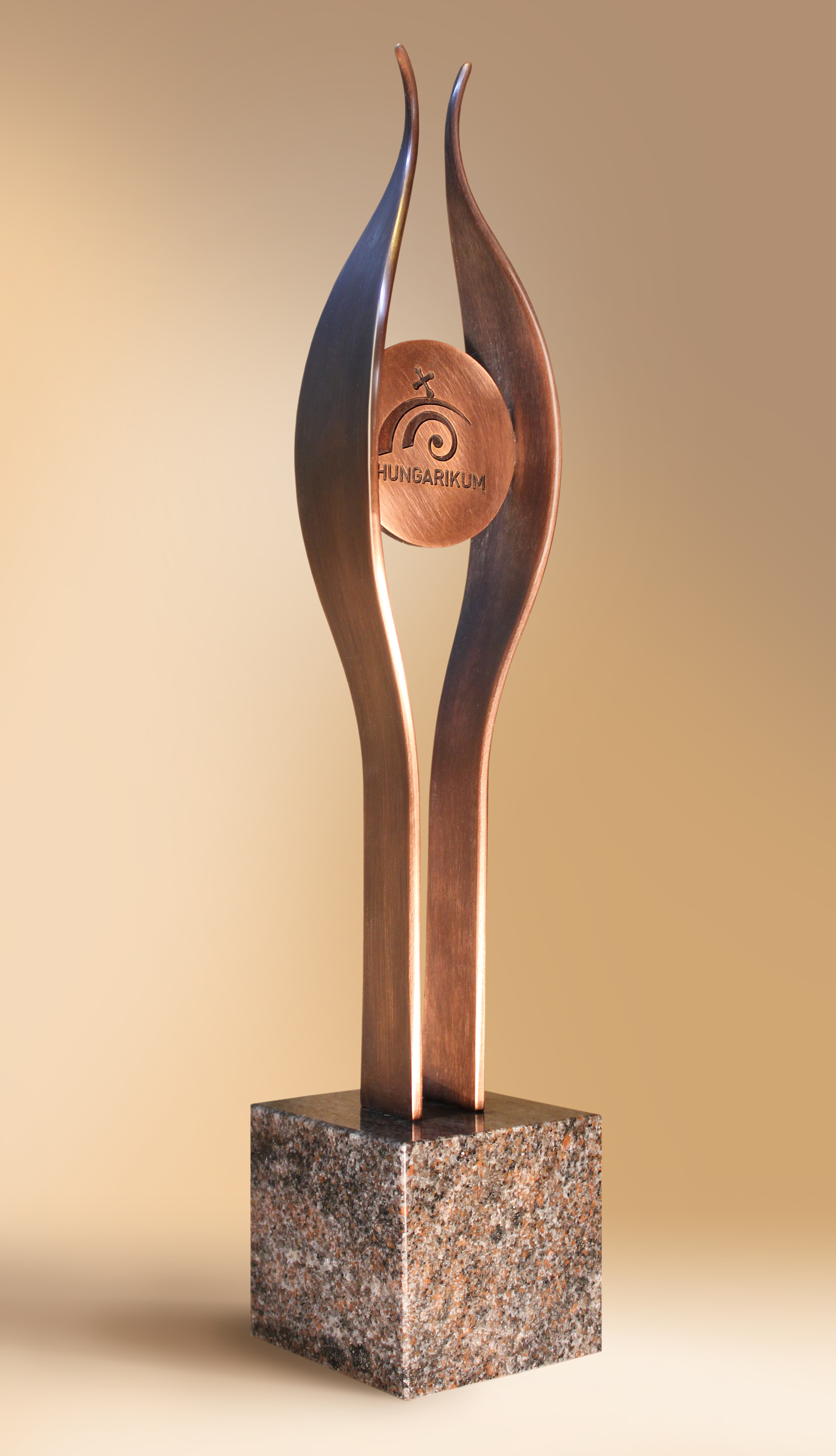
Hungarikum díj

1. Pálinka (Magyar Értéktár, 2013. 03. 21.)
2. Törkölypálinka (Magyar Értéktár, 2013. 03. 21.)
3. Csabai kolbász vagy Csabai vastagkolbász (Magyar Értéktár, 2013. 09. 24.)
4. Tokaji aszú (Magyar Értéktár, 2013. 09. 24.)

7. Szikvíz, szódavíz (Magyar Értéktár, 2013. 11.v28.)
8. Kalocsai fűszerpaprika-őrlemény (Magyar Értéktár, 2014. 01. 30.)
9. PICK téliszalámi (Magyar Értéktár, 2014. 03. 18.)
10. Magyar akác (Magyar Értéktár, 2014. 05. 16.)
11. Magyar akácméz (Magyar Értéktár, 2014. 05. 16.)
12. HERZ Classic téliszalámi (Magyar Értéktár, 2014. 05. 16.)
13. Makói vöröshagyma (Csongrád Megyei Értéktár, 2014. 05. 16.)
14. Szegedi fűszerpaprika-őrlemény (Csongrád Megyei Értéktár, 2015. 01. 29.)
15. Magyar szürke szarvasmarha (Magyar Értéktár, 2015. 04. 23.)
16. Unicum keserűlikőr (Magyar Értéktár, 2015. 04. 23.)
17. Debreceni páros kolbász (Debrecen, 2015. 10. 13.)
18. Fröccs (Magyar Értéktár, 2015. 10. 13.)
19. Alföldi kamillavirágzat (orvosi székfű gyógynövény) (Magyar Értéktár, 2015. 10. 13.)
20. Kürtőskalács (Magyar Értéktár, 2015. 12. 03.)
21. Törley pezsgő (Magyar Értéktár, 2016. 06. 17.)
22. Piros Arany és Erős Pista (Magyar Értéktár, 2016. 06. 17.)
23. Egri bikavér (Eger, 2017. 03. 21)
24. A magyar pásztor- és vadászkutya fajták (Magyar Értéktár, 2017. 03. 21)
25. Szőregi rózsatő (Szőreg, 2020. 05. 21.)
26. Szentesi paprika (Magyar Értéktár, 2021. 12. 07.)
27. Szaloncukor (ágazati értéktár, 2024. 06. 18.)
28. Hatvani Aranyfácán sűrített paradicsom (Heves Megyei Értéktár, 2024. 06. 18.)

### Egészség és életmód
29. Béres Csepp és Béres Csepp Extra (ágazati értéktár – EMMI, 2013. 09. 24.)
30. ILCSI szépítőfüvek natúrkozmetikai termékek (tájegységi értéktár, 2014. 05. 16.)
31. Magyar Védőnői Szolgálat, mint nemzetközileg is egyedülálló, tradicionális ellátási rendszer (Magyar Értéktár, 2015. 04. 23.)
32. A Hévízi-tó és a tradicionális hévízi gyógyászat (Hévíz, 2015. 06. 25.)
33. Kabay János gyógyszervegyészeti tevékenysége és életműve (Tiszavasvári, 2016. 04. 19.)

### Épített környezet
34. Torockó épített öröksége (Erdélyi Magyar Értéktár, 2017. 06. 20.)

### Ipari és műszaki megoldások
35. Kürt Adatmentés (Magyar Értéktár, 2014. 01. 30.)
36. Zsolnay porcelán és kerámia (Pécs, 2014. 03. 18.)
37. Neumann János életműve az informatika és a számítógépek világában (ágazati értéktár, 2015. 06. 25.)
38. Kocsi (Magyar Értéktár, 2024. 06. 18.)

### Kulturális örökség
39. Budapest – a Duna-partok, a Budai Várnegyed és az Andrássy út (Magyar Értéktár, 2012. 10. 18.)
40. Hollókő ófalu és környezete (Magyar Értéktár, 2012. 10. 18.)
41. Az Ezeréves Pannonhalmi Bencés Főapátság és természeti környezete (Magyar Értéktár, 2012. 10. 18.)
42. Pécs (Sopiane) ókeresztény temetője (Magyar Értéktár, 2012. 10. 18.)
43. A táncház módszer mint a szellemi kulturális örökség átörökítésének magyar modellje (Magyar Értéktár, 2012. 10. 18.)
44. Mohácsi busójárás, maszkos télűző szokás (Magyar Értéktár, 2012. 10. 18.)
45. Hortobágyi Nemzeti Park – a Puszta (Magyar Értéktár, 2012. 10. 18.)
46. Solymászat mint élő emberi örökség (Magyar Értéktár, 2013. 01. 31.)
47. Fertő / Neusiedler See kultúrtáj (Magyar Értéktár, 2012. 10. 18.)
48. A Matyó népművészet – egy hagyományos közösség hímzéskultúrája (Magyar Értéktár, 2013. 01. 31.)
49. A Tokaji történelmi borvidék kultúrtája (Magyar Értéktár, 2012. 10. 18.)
50. Herendi porcelán (Magyar Értéktár, 2013. 03. 21.)
51. Magyar operett (Magyar Értéktár, 2013. 11. 28.)
52. Kassai-féle lovasíjász módszer (Magyar Értéktár, 2013. 11. 28.)
53. Halasi csipke (Magyar Értéktár, 2014. 01. 30.)
54. Kalocsai népművészet: írás, hímzés, pingálás (Magyar Értéktár, 2014. 01. 30.)
55. 100 Tagú Cigányzenekar művészi és hagyományőrző gyakorlata (Magyar Értéktár, 2014. 03. 18.)
56. Gróf Széchenyi István szellemi hagyatéka (Magyar Értéktár, 2014. 03. 18.)
57. Klasszikus magyar nóta (Magyar Értéktár, 2014. 05. 16.)
58. Zsolnay Kulturális Negyed (Pécs, 2014. 05. 16.)
59. Tárogató (Magyar Értéktár, 2014. 12. 02.)
60. Vizsolyi Biblia (Borsod-Abaúj-Zemplén Megyei Értéktár, 2015. 01. 29.)
61. IX–XI. századi Magyar Íj (Magyar Értéktár, 2015. 01. 29.)
62. Magyar cimbalom (Szolnok, 2016. 06. 17.)
63. A Kodály-módszer (Magyar Értéktár, 2017. 03. 21)
64. Magyar Huszár (Magyar Értéktár, 2017. 06. 20.)
65. A magyar tanya (Csongrád Megyei Értéktár, 2017. 06. 20.)
66. Magyar Pálos Rend (ágazati értéktár, 2017. 12. 05.)
67. Hollóházi porcelán (Hollóháza, 2017. 12. 05.)
68. Csíksomlyói pünkösdi búcsú és kegyhely (Erdélyi Magyar Értéktár, 2020. 05. 21.)
69. Magyar népmesék rajzfilmsorozat (Kecskemét, 2020. 10. 15.)
70. Máriapócsi nemzeti kegyhely és búcsú (Szabolcs-Szatmár-Bereg Megyei Értéktár, 2021. 06. 22.)
71. Vallásszabadság törvénye (1568) (Erdélyi Magyar Értéktár, 2021. 06. 22.)
72. Karikás ostor (Doboz, 2021. 06. 22.)
73. Magyar cifraszűr (Magyar Értéktár, 2021. 12. 07.)
74. Hagyományos fejfák a Kárpát-medencében (Magyar Értéktár, 2021. 12. 07.)
75. Felső-Tisza-vidéki beregi keresztszemes hímzés (Szabolcs-Szatmár-Bereg Megyei Értéktár, 2022. 01. 22.)
76. Füredi Anna-bál (Balatonfüred, 2022. 10. 22.)
77. Höveji csipke (Hövej, 2023. 04. 18.)
78. Székelykapu (Erdélyi Magyar Értéktár, 2023. 10. 17.)
79. Déli harangszó (Magyar Értéktár, 2025. 02. 11.)
80. A csárdás tánc hagyománya (UNESCO, 2025. 02. 11.)

### Sport
81. Puskás Ferenc életműve (ágazati értéktár, 2013. 11. 28.)
82. Klasszikus magyar szablyavívás hagyománya (Megyei Értéktár, 2020. 05. 21.)
83. Teqball (ágazati értéktár – EMMI, 2022. 10. 22.) 

### Természeti környezet
84. Az Aggteleki-karszt és a Szlovák-karszt barlangjai (Magyar Értéktár, 2012. 10. 18.)
85. Kaptárkövek és bükkaljai kőkultúra (Magyar Értéktár, 2016. 06. 17.)
86. Tiszavirág és tiszavirágzás (Megyei Értéktár, 2020. 05. 21.)

### Turizmus és vendéglátás
87. Karcagi birkapörkölt (Magyar Értéktár, 2013. 05. 30.)
88. Gundel Károly gasztronómiai és vendéglátóipari öröksége és a Gundel étterem (Magyar Értéktár, 2014. 03. 18.)
89. Bajai halászlé (Baja, 2015. 10. 13.)
90. Tiszai halászlé (Magyar Értéktár, 2017. 03. 21.)
91. Gulyásleves (Magyar Értéktár, 2017. 12. 05.)
92. Dobostorta (Magyar Értéktár, 2019. 11. 05.)
93. Pozsonyi kifli (Magyar Értéktár, 2023. 04. 18.)
94. Lángos (ágazati értéktár, 2023. 10. 17.)

## Könyvtári hungarikumok

### Magyar nyelvű könyvek és más dokumentumok

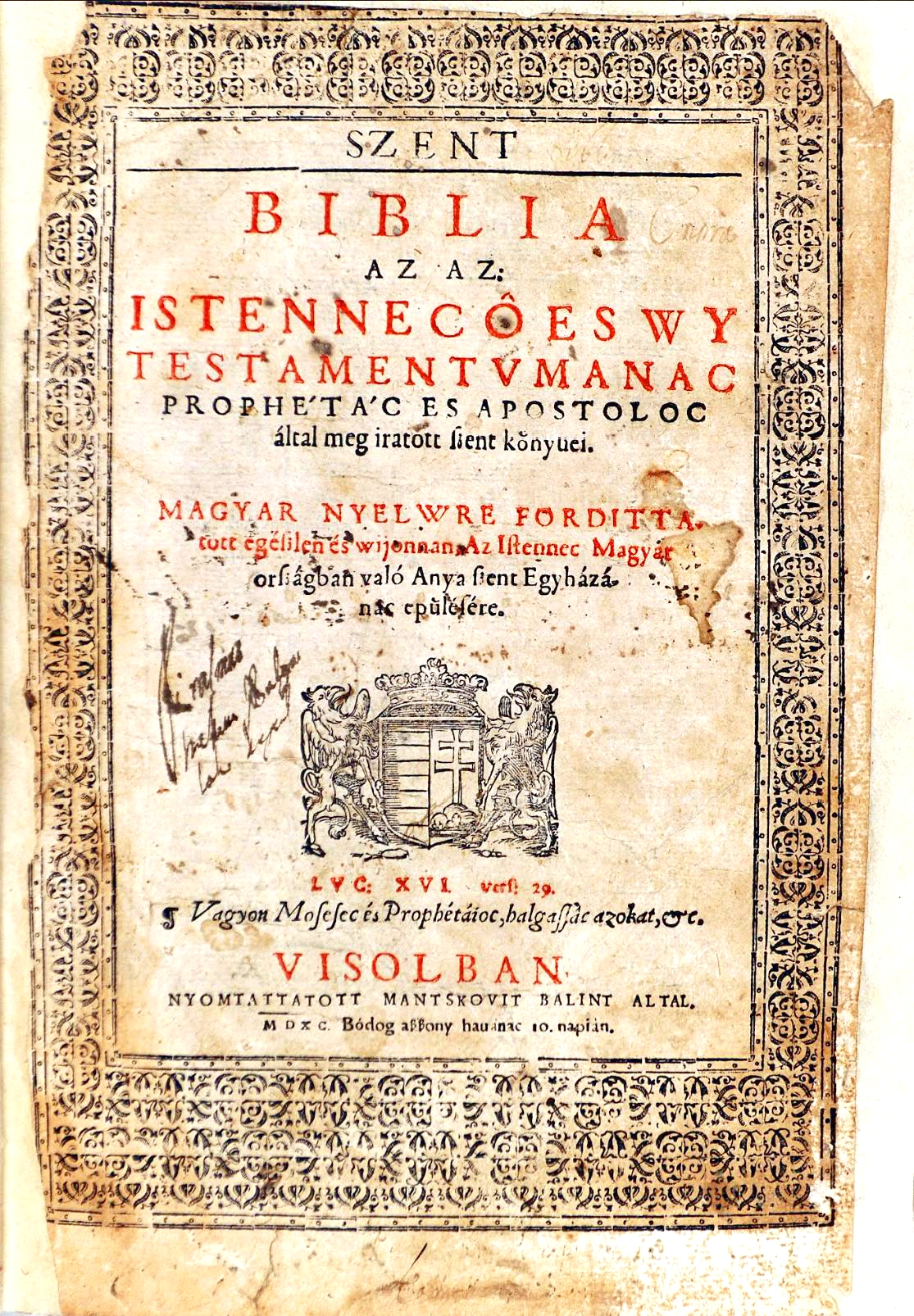
A Vizsolyi Biblia, a Szent Biblia első, teljes terjedelmében magyar nyelven nyomtatott változata

A könyvtári ellátásról és a közművelődésről szóló 1997. évi CXL. törvény meghatározása más értelemben használja a szót. Eszerint: „Hungarikum: a Magyarország mindenkori területén megjelent minden, továbbá a külföldön magyar nyelven, magyar szerzőtől, illetőleg magyar vonatkozású tartalommal keletkezett valamennyi dokumentum, függetlenül attól, hogy nyilvánosságra hozták-e vagy sem.”
A könyvtártudományban tehát hungarikumnak nevezik azokat a műveket, amelyek valamilyen módon kapcsolódnak Magyarországhoz, tehát vagy magyarul írták őket, vagy Magyarországon adták ki, vagy magyar az író, vagy magyar vonatkozású a mű témája. Az Országos Széchényi Könyvtár az összes írott hungarikumot gyűjti.
A könyvtári hungarikum lehet:
- területi hungarikum: Magyarország mindenkori közigazgatási területén előállított irodalom;
- nyelvi hungarikum: a világon bárhol előállított, részben vagy egészében magyar nyelvű dokumentumok;
- személyi hungarikum: bárhol, bármilyen nyelven megjelent dokumentum, amelyet magyar, magyar származású vagy Magyarországon tevékenykedő szerző alkotott;
- tartalmi hungarikum: bárhol, bármilyen nyelven, bármilyen származású szerző írta, de tartalmában Magyarországra, vagy magyar személyre vonatkozik.
- „szigorú” hungarikum: minden, 1711 előtt magyar nyelven írott mű

A fenti értelmen túl 2015. januárjában a Vizsolyi Biblia név szerint is bekerült a hungarikumok közé a 2012. évi XXX. törvény szerinti felsorolásba.

## Magyar termékek földrajzi eredetvédettsége az Európai Unióban
A földrajzi árujelzők használatának szabályozása biztosítja a magyar mezőgazdasági termékek, élelmiszerek, borászati termékek és szeszesitalok hagyományos neveinek védelmét az Európai Unió valamennyi tagállamában. Az Európai Unió által eredetvédetté nyilvánított és az oltalom alatt álló eredetmegjelölés (OEM), az oltalom alatt álló földrajzi jelzés (OFJ) vagy a hagyományos különleges termék (HKT) földrajzi árujelzővel való megjelölésre jogosult élelmiszerek a Magyar Értéktár részét képezik a Hungarikum Bizottság 2021. június 22-i döntése alapján. 2021 júniusában 106 oltalom alatt álló terméket és kettő hagyományos különleges terméket tart nyilván az Európai Bizottság.

## UNESCO világörökségi értékek
A Magyarországon található világörökségi értékek külön elbírálás nélkül a törvény erejénél fogva hungarikummá válhatnak anélkül is, hogy végigjárnák a hungarikummá válás értékpiramisát. Az UNESCO világörökségi listán szereplő értéket a Hungarikum Bizottság beemelheti a hungarikumok közé. Ez egyúttal ki is bővítette a hungarikumok fogalmát, hiszen egy természeti egységet nem lehet a magyarság csúcsteljesítményének nevezni. Fazekas Sándor vidékfejlesztési miniszter ezért 2013-ban, az első Hungarikum Gálán már úgy fogalmazott, a rendezvény „a magyarság nemzeti értékeit ünnepli”.

## Hungaricum Klub

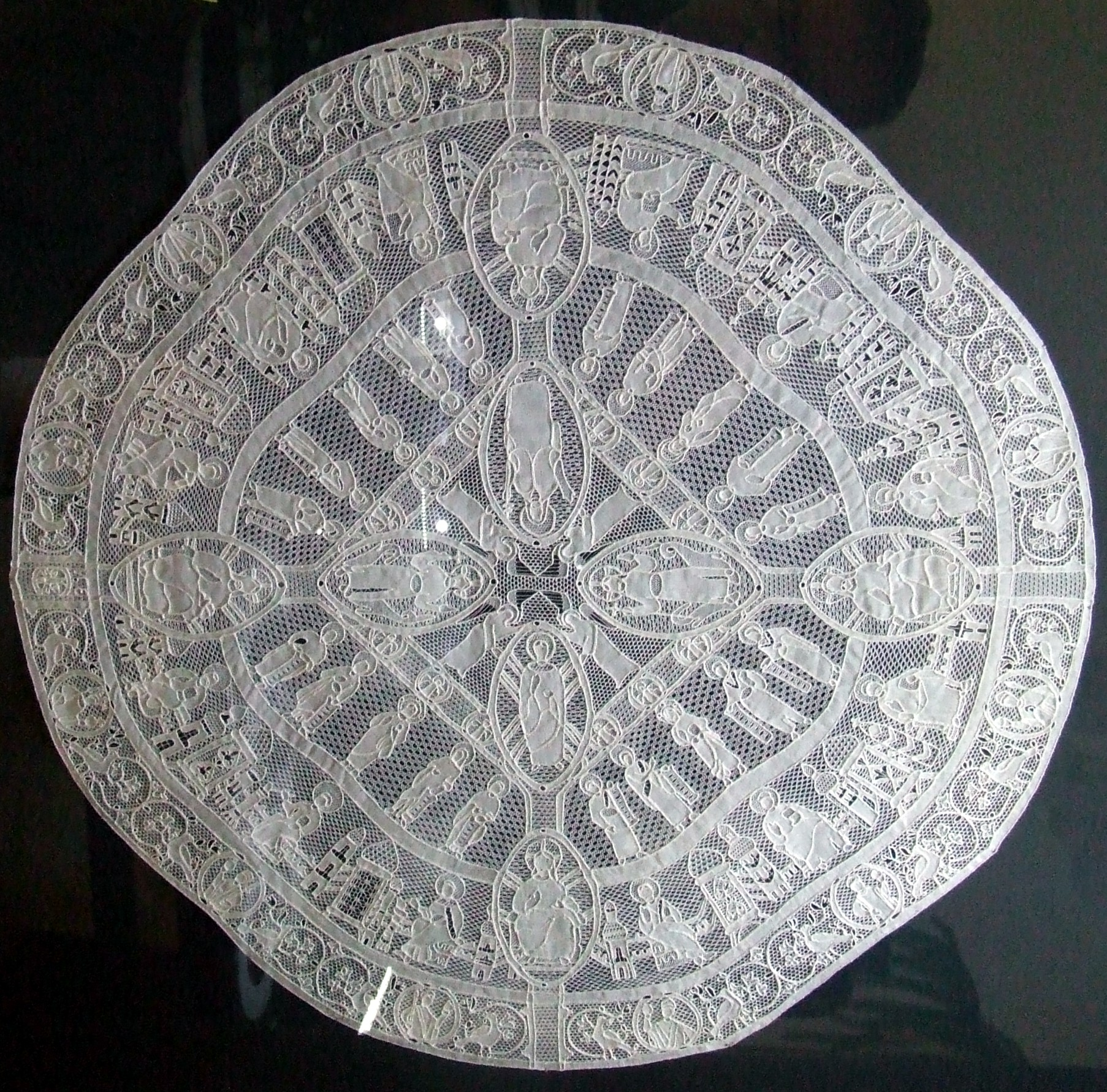
Koronázási palást terítő. Csipkeház és Csipkemúzeum, Kiskunhalas

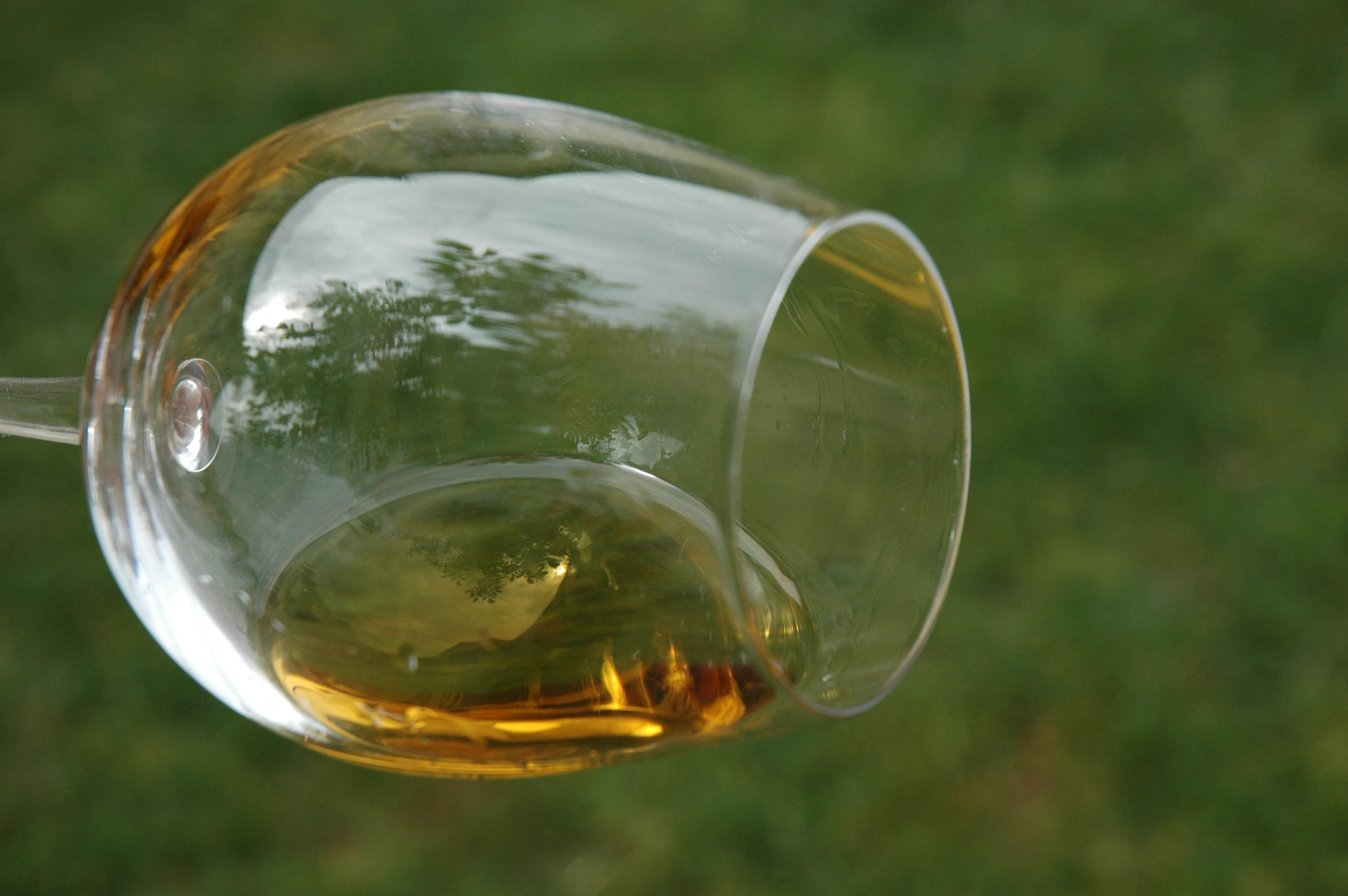
Tokaji aszú

A Hungaricum Klubot négy vállalat – a Herendi Porcelánmanufaktúra Rt., a Pick Szeged Rt., a Tokaj Kereskedőház Rt. és a Zwack Unicum Rt. – alapította 2000-ben. Az előkelő klub alapítóinak szándéka szerint csak olyan terméket vesznek fel tagjaik közé, ami jellegzetesen magyar, nemzetközileg ismert, keresett és tudják is róla, hogy honnan származik. Az eredeti klubtagok köre 2003-ban bővült először a halasi csipkével, majd 2006-ban, a Pető András professzor konduktív nevelési rendszerével.

### A klub tagjai és termékeik
- Herendi Porcelánmanufaktúra Zrt., Herendi porcelán
- Kiskunhalasi Halasi Csipke Alapítvány, Halasi csipke
- Pető Intézet, Pető-módszerek
- Pick Szeged Zrt., Pick szalámi
- Tokaj Kereskedőház Rt., Tokaji aszú
- Zwack Unikum Rt., Unicum

## A Hungarikum Bizottság
A Hungarikum Bizottság (HB) 21 tagú testület. Elnöke a mindenkori agrárpolitikáért felelős miniszter, titkára az elnök által kijelölt személy, a gyakorlat szerint a hungarikumokért felelős szervezeti egység vezetője. A bizottság az állandó megbízott tagok mellett 3 ideiglenes, rotációban kijelölt taggal is rendelkezik. A soros tagokat a Magyar Állandó Értekezlet tagjaiból delegálják, ezáltal a határon túli magyarság képviselői is jelen vannak a bizottságban.

## Szakbizottságok
A Magyar Értéktárba érkező javaslatokat szakbizottságok tárgyalják a Hungarikum Bizottság előtt. A Szakbizottságoknak véleményező és javaslattevő szerepük van. Tagjaikat intézmények és tudományos társulatok, szakmai szervezetek delegálják, egyfajta szakmai szűrőként működnek.

### Agrár-és élelmiszergazdaság
az agrárium szellemi termékei és tárgyi javai – beleértve az erdészet, halászat, vadászat és állategészségügy területét –, különösen a mezőgazdasági termékek és az élelmiszerek, a szőlő- és borágazat, továbbá az állat-és növényfajták;

### Egészség és életmód
a tudományos és népi megelőzés és gyógyászat, természetgyógyászat szellemi termékei és tárgyi javai, különösen a gyógyszerek, gyógynövények, gyógyhatású készítmények, gyógyvíz- és fürdőkultúra;

### Ipari és műszaki megoldások
az ipari termelés – beleértve a kézműipart, kézművességet is – szellemi termékei és tárgyi javai, különösen az egyes technológiák, technikák, berendezés-, gép- és műszergyártás, műszaki eszközökkel végzett személy- és áruszállítás;

### Kulturális Örökség
a kulturális örökség szellemi és tárgyi javai, különösen az irodalom, a tudomány, a népművészet és népi kézművesség, néprajz, filmművészet, iparművészet, képzőművészet, táncművészet, zeneművészet és színházművészet; továbbá a védett ingatlan értékei, különösen a nemzeti vagyon körébe tartozó, kiemelkedő értékű műemlékek és régészeti lelőhelyek, nemzeti és történelmi emlékhelyek, világörökségi helyszínek;

### Sport, turizmus és vendéglátás
sport: a fizikai erőnlét és a szellemi teljesítőképesség megtartását, fejlesztését szolgáló, a szabadidő eltöltéseként kötetlenül vagy szervezett formában, illetve versenyszerűen végzett testedzés vagy szellemi sportágban kifejtett tevékenység, különösen a sportolói életművek és csúcsteljesítmények;
turizmus és vendéglátás: a turizmus és a vendéglátás szellemi termékei és tárgyi javai, különösen a turisztikai attrakciók, szolgáltatások, a vendéglátó-ipari termékek, valamint a vendéglátás körébe tartozó étel- és italkészítési eljárások;

### Természeti és épített környezet
épített környezet: a környezet tudatos építési munka eredményeként létrehozott, illetve elhatárolt épített (mesterséges) része, amely elsődlegesen az egyéni és közösségi lét feltételeinek megteremtését szolgálja; valamint az embert körülvevő környezet fenntartásához kapcsolódó szellemi termékek;
természeti környezet: az ember természetes környezetének tárgyi javai, különösen a fizikai és biológiai képződmények vagy képződménycsoportok, geológiai és geomorfológiai képződmények, természeti tájak, természeti területek, életközösségek és ökológiai rendszerek; valamint az embert körülvevő környezet fenntartásához kapcsolódó szellemi termékek.

## A hungarikum védjegy
A hungarikum védjegy a Hungarikum Bizottság tevékenységének megjelenítésére, valamint a Hungarikumok Gyűjteményében szereplő kiemelkedő nemzeti értékek megismertetésének elősegítésére, színvonaluk és minőségük folyamatos fenntartására szolgáló védjegy.
A hungarikum védjegy lajstromozása iránti nemzeti bejelentést a Szellemi Tulajdon Nemzeti Hivatalánál, valamint a közösségi védjegybejelentést a BPHH-nál az agrárpolitikáért felelős miniszter teszi meg. Tehát a hungarikum ábrás védjegy nem ennek a törvénynek az erejénél fogva, hanem csakis az illetékes iparjogvédelmi hatóságok által való lajstromozás után és annak következtében számít védjegynek.
A hungarikum védjegy használatát a védjegyjogosult a hungarikumot gondozó vagy fenntartó természetes vagy jogi személyek kérelmére engedélyezheti.
A hungarikum védjegy piaci bevezetése és népszerűsítése az agrárpolitikáért felelős miniszter feladata.

### Jogszabályok
- 2012. évi XXX. törvény a magyar nemzeti értékekről és a hungarikumokról, 2012. május 30. A törvényt az Országgyűlés 2012. április 2-i ülésnapján fogadta el. Hatályba lépés: 2012. július 1.
  - 114/2013. (IV. 16.) Korm. rendelet a magyar nemzeti értékek és a hungarikumok gondozásáról (hatályát vesztette 2020. július 8-án)
  - 324/2020. (VII. 1.) Korm. rendelet a magyar nemzeti értékek és hungarikumok értéktárba való felvételéről és az értéktár bizottságok munkájának szabályozásáról (hatályos 2020. július 9-től)
- 32/2004. (IV. 19.) OGY határozat a védett őshonos vagy veszélyeztetett, magas genetikai értéket képviselő tenyésztett magyar állatfajták nemzeti kinccsé nyilvánításáról

### Cikkek, linkgyűjtemények az egyes hungarikumokról
- Hungarikumok gyűjteménye – hivatalos weboldal
- Hivatalos Facebook oldal
- Hungarikumok YouTube csatornája
- UNESCO-listán a matyó hímzés és a magyar solymászat, kronika.ro
- Hungarikum.lap.hu, hungarikum.lap.hu
- Hungarikum Blog – Aktualitások, érdekességek, hungarikum.blogter.hu
- A hungarikum törvény magyarul és angolul, 1moment.hu
- Nemzeti értékek és hungarikumok. A Hungarikum Bizottság Titkárságának tájékoztatója. Védjegyvilág, 2013. 1-2. sz. 1-3. o.
- 2014 új hungarikumai
- Birinyi József 2011-es előadása
- Metropol.hu
- Horváth Gerda: Hungarikumok a köztudatban és a turisztikai kínálatban szakdolgozat, Budapesti Gazdasági Főiskola, Kereskedelmi, Vendéglátóipari és Idegenforgalmi kar, 2015
- Halasi csipke, csipke.halas.hu
- Kürtőskalács Archiválva 2016. január 14-i dátummal a Wayback Machine-ben, kurtos.eu
- Mozgássérültek Pető András Nevelőképző és Nevelőintézete, peto.hu
- Csetneki Magyar Csipke, csetnekicsipke.hu
- Csetneki csipkedíszek galéria, csetnekicsipke.hu
- Pick Szalámi és Szegedi Paprika Múzeum, pickmuzeum.hu

### Filmajánló
- Hungarikum film, YouTube.com